# Движение за независимость Фарерских островов

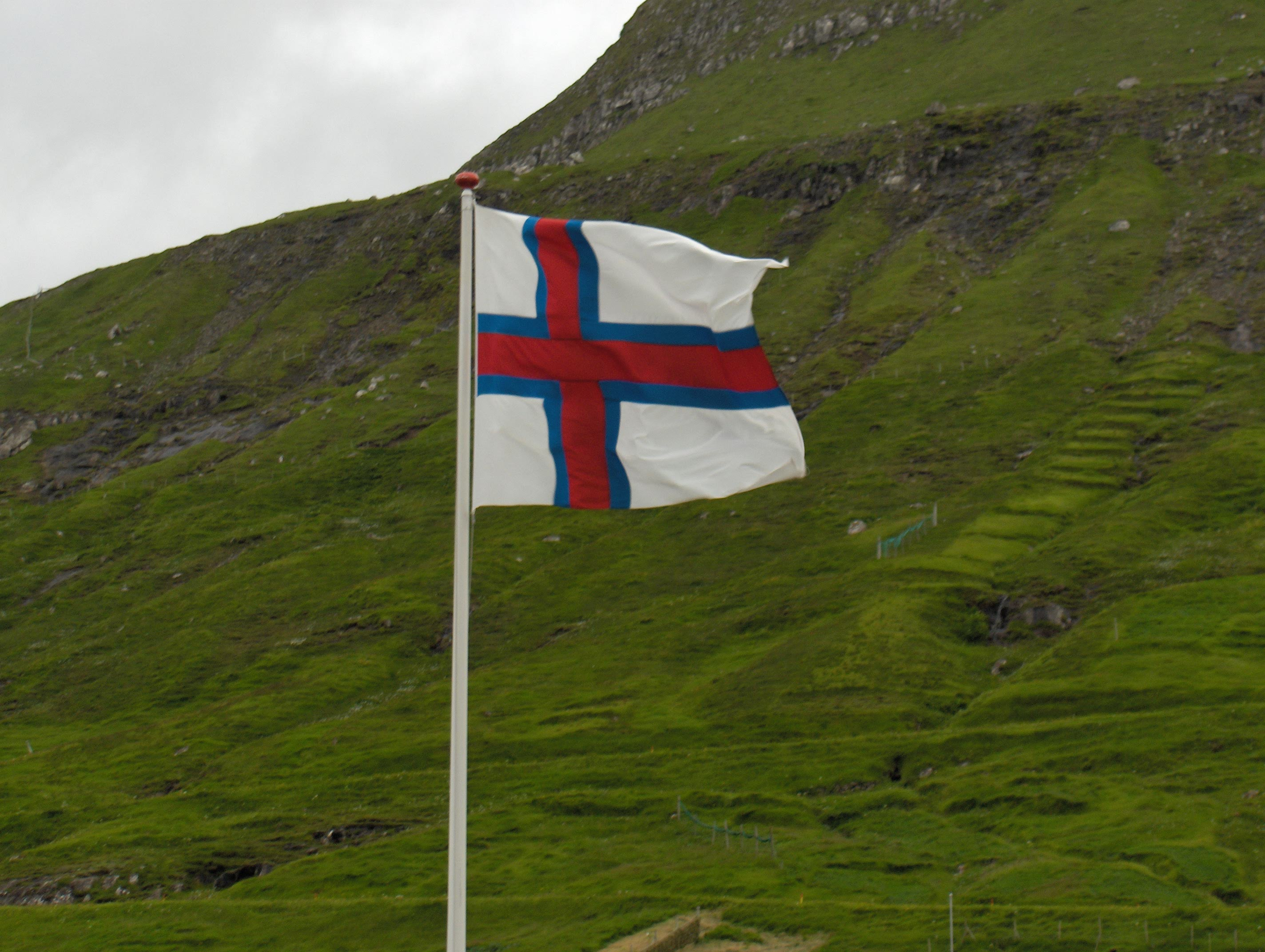
Флаг Фарерских островов

Движение за независимость Фарерских островов (фар. Føroyska Tjóðskaparrørslan) — движение за предоставление полной независимости Фарерским островам. Основными причинами возникновения движения являются языковые и культурные различия между Данией и Фарерами, а также значительная удалённость островов от метрополии — Фарерские острова находятся в 990 километрах от датских берегов.

## История островов

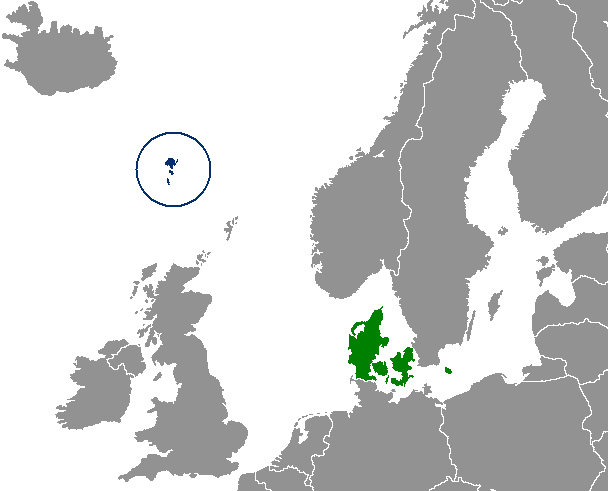
Фарерские острова (обведены кругом) и Дания (выделена зелёным цветом)

### До датчан
Большая часть сведений по истории островов до XIV века известна благодаря Саге о фарерцах. По её данным, Фарерские острова были заселены норвежцами, не одобрявшими короля Харальда I, в конце IX века. Таким образом, культура и язык фарерцев произошли от культуры и языка норвежцев времён Средних Веков, и тесно с ними связаны. В XIV веке Норвегия утратила свой суверенитет и в 1380 году стала частью Дании.

### Под скипетром датского короля
Острова, будучи формально частью Норвегии, оставались в составе Дании с 1380 по 1814 год. Хотя по Кильскому мирному договору 1814 года, подписанному между Великобританией, Швецией и Данией, вся Норвегия была передана от Дании к Швеции, Фарерские острова, Исландия и Гренландия, старые колонии Норвежского королевства, остались в руках датчан. Уже после подписания договора датчане ввели серию дискриминационных законов. Так, в 1816 году действие Лёгтинга, парламента Фарерских островов было отменено. Он был заменён датским судом. Также была отменена должность премьера. Официальным языком островов стал датский, употребление фарерского не приветствовалось.
В 1849 году в Дании была принята новая конституция, согласно которой фарерские острова получили право посылать двух представителей в Ригсдаген. Спустя три года действие Лёгтинга было возобновлено, хотя он имел функции совещательного органа, в который входили 18 человек.
В этот период и возникает национальное движение. Первоначально оно боролось за право использования фарерского языка в школах, церквях, средствах массовой информации и законодательных органах. Знаковой в этом отношении стало рождественское заседание 1888 года, произошедшее 22 декабря. Заседание проходило в Лёгтинге и посвящено было тому, как сохранить и защитить фарерский язык и фарерские традиции. Один из организаторов заведения, написал стихотворение, в котором шла речь о сохранении и заботе о фарерском языке. До 1938 года фарерский язык было запрещено использовать в качестве языка обучения в школах, а до 1939 года на фарерском языке нельзя было исполнять богослужения в церквях.
Важную роль в национальном движении сыграли три студента, которые учились в материковой Дании. Студенты Йенс Оливер Лисберг (Jens Oliver Lisberg) вместе с двумя товарищами, во время их учёбы в Копенгагене разработали флаг Фарерских островов — Меркид. Впервые на Фарерах «Меркид» был поднят 22 июня 1919 года в Фойине (Fámjin) (остров Сувурой), родине Лисберга, после его возвращения домой, во время свадебных торжеств. До этого существовали и другие варианты флага островов; на одном из них был изображён белый баран, а на другом — кулик-сорока.
В апреле 1940 года Дания была оккупирована нацистской Германией. Чтобы предотвратить оккупацию Германией стратегически расположенных Фарерских островов, британские войска сами оккупировали острова, на острове Воар была построена авиационная база. Фарерские суда не могли ходить под датским флагом, а потому британские власти признали фарерский флаг в качестве государственного, дабы отличать фарерские суда и рыбацкие лодки от судов противника.

### Автономия

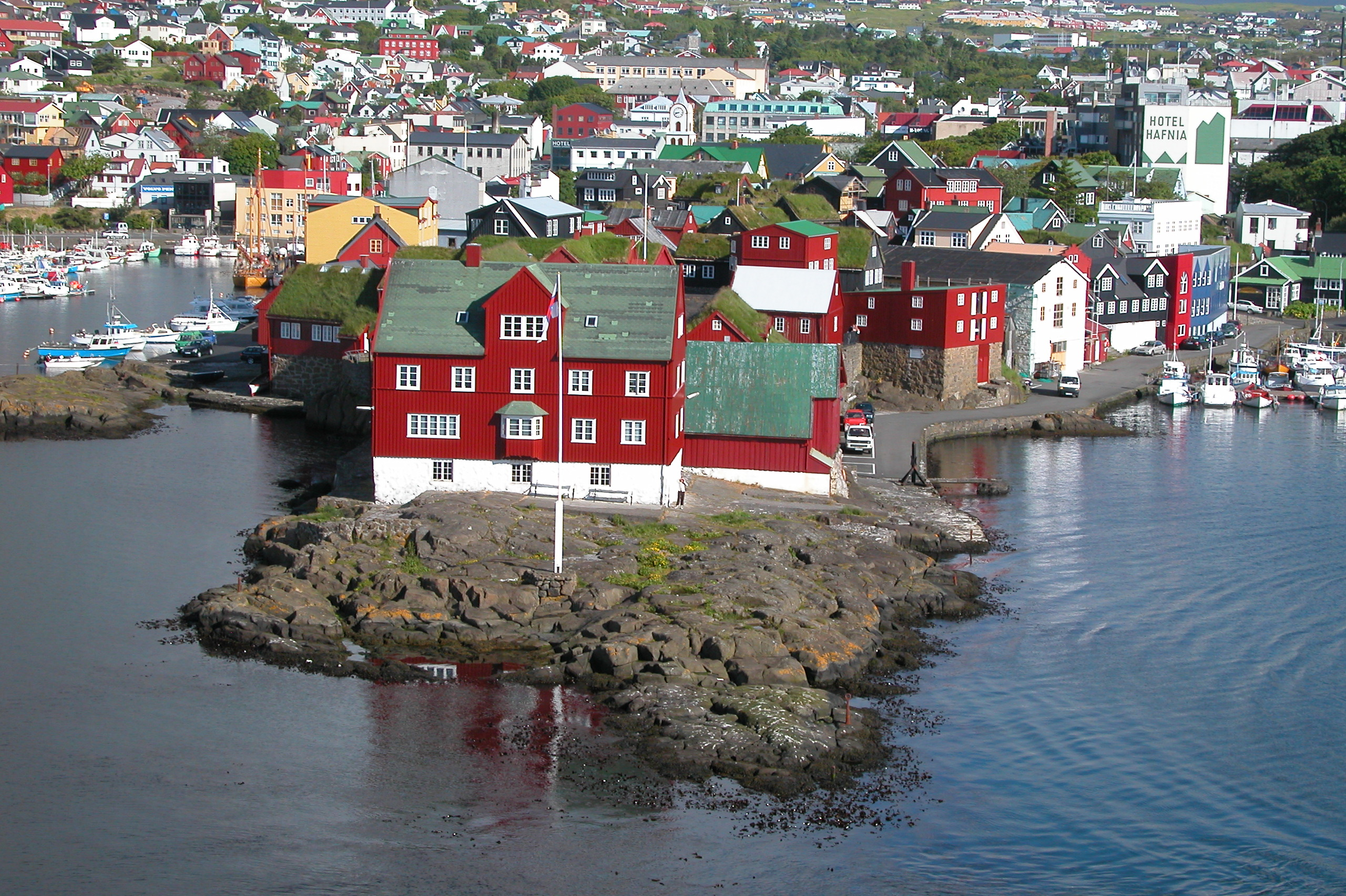
Полуостров Тинганес, находящийся на территории города Торнсхавн, административного центра Фарерских островов. Здесь же располагается Лёгтинг, парламент островов.

Пятилетний период фактической независимости от Дании усилил сепаратистские настроения на островах и привёл к послевоенным событиям, результатом которых стало установление автономии Фарерских островов в составе Дании.
В 1946 году был проведён референдум о полной независимости островов, в котором приняли участие 11 146 человек, 50,74 % из которых проголосовало за независимость, а 49,26 % — против. Столь незначительный перевес оказался достаточным, чтобы 18 сентября Фарерские острова объявили независимость. Однако лишь две трети населения приняли участие в референдуме, и на этом основании правительство Дании признали его результаты недействительными, а король Дании 20 сентября распустил фарерское правительство. Последовавшие за этим выборы в Лёгтинг выиграли противники независимости.

## Текущая ситуация
На данный момент Фарерские острова, наряду с Гренландией и Данией, являются частью Датского Соединённого королевства. «Закон о самоуправлении Фарерских островов» от 1948 года определяет порядок осуществления самоуправления. Закон гласит: «…На Фарерских островах располагается самоуправляющаяся община внутри Датского государства». Согласно ему формируются органы местного самоуправления (Landsstýrid), а также фарерский парламент, Лёгтинг. Что более важно, этот закон также конкретно определяет рамки власти, которая передаётся от датского правительства: образование местного правительства и решение вопросов муниципального уровня; налогообложение; контроль над общественными службами, включая полицию и городское планирование; различные социальные услуги, в том числе предоставление жилья; начальное и среднее образование; архивы, библиотеки, музеи; сельскохозяйственная деятельность и рыбный промысел; культурные и развлекательные программы и многое другое. В ведении федерального правительства остались вопросы обороны, внешней политики, юстиции и валютных дел.

## Организации

Схематическое представление политических воззрений фарерских политических партий

Фарерские партии, выступающие за самоопределение:
- Республика (фар. Tjóðveldi) — левая;
- Прогресс (фар. Framsókn) — либеральная;
- Партия центра (фар. Miðflokkurin) — христианско-демократическая;
- Народная партия (фар. Fólkaflokkurin) — консервативная.

Близкие идеи ранее высказывали:
- Новое самоуправление (фар. Nýtt Sjálvstýrin) — ныне автономистская партия;
- Группа «Красный Первомай» (фар. Den røde 1. maj-gruppe) — леворадикальная организация, концентрировавшаяся на борьбе против НАТО.

## Экономические проблемы
“Ныне лишь деньги реально единят нас с Данией. Все фарерцы согласны что у нас должны быть наши собственные школы и наш язык. Культурная битва завершена. Независимости мешают датские деньги.”
Хоть Фарерские острова и обладают существенной автономией от Дании, они всё равно регулярно полагаются на 99,8 миллионов долларов США правительственных субсидий для поддержания стабильности экономики; в 1992 году банковское падение на 25 % привело к застою народного хозяйства и уходу 15 % населения на материковую Данию. Денежная поддержка от правительства Дании составляет 4,6 % Фарерского валового внутреннего продукта и 10-12 % публичного бюджета.
Норвежская нефтяная и газовая компания Equinor проявила интерес к залежам нефти в прибрежных водах Фарерских островов, ценой разработки примерно в 166,46 миллионов долларов США. Exxon Mobil и Atlantic Petroleum также владеют акциями буровых платформ, установленных в Фарерских водах. Если эти операции преуспеют и найдут предполагаемые богатые залежи нефти (ценой 568 500 долларов США на каждого фарерского резидента из населения в 49 тысяч человек) идея независимости может получить больше влияния.